# Francisco Ciutat de Miguel
Francisco Ciutat de Miguel, conosciuto anche come Angelito (Madrid, 28 ottobre 1909 – L'Avana, 30 novembre 1986), è stato un militare, rivoluzionario e militante politico spagnolo naturalizzato sovietico.

## Biografia
Comunista, si distinse militarmente nella guerra civile spagnola dove partecipò alla battaglia di Santander (1937). Nel conflitto ricevette dai repubblicani il comando dell'armata nord e divenne tenente colonnello. Dopo la vittoria dei franchisti emigrò in Unione Sovietica: assunse il nome Pavel Pablovič Stepanov, frequentò l'Accademia militare Vorošilov (da dove uscì col grado di comandante) e sposò la russa Sof'ja Kokuina.
Dopo aver ottenuto la cittadinanza sovietica, nel 1961 andò a combattere a fianco dei cubani a seguito dell'invasione statunitense alla Baia dei Porci, adottando il nome Ángel Martínez Riosola: in quegli infuocati giorni d'aprile, egli rappresentò il tramite tra il governo cubano e quello sovietico, contribuendo non poco alla vittoria dei comunisti. Nel 1963 confermò la sua tempra rivoluzionaria, andando a combattere la guerra della sabbia a fianco delle truppe algerine.
In seguito partecipò anche alla guerra del Vietnam, dalla parte dei Vietcong, e questa fu la sua ultima impresa militare: nel 1977, a due anni dalla morte di Francisco Franco, fece ritorno in patria e si iscrisse al Partito Comunista di Spagna. Nel 1978 scrisse un libro di memorie sulla guerra di Spagna (Relatos y reflexiones de la Guerra de España 1936-1939), dopodiché si ritirò a vita privata, e morì nel 1986 a 77 anni.